# Trung Thành, Tràng Định
Trung Thành là một xã thuộc huyện Tràng Định, tỉnh Lạng Sơn, Việt Nam.

## Địa lý
Xã Trung Thành có diện tích 52,86 km², dân số năm 1999 là 1.130 người, mật độ dân số đạt 21 người/km².
Theo thống kê năm 2019, xã Trung Thành có diện tích 52,86 km², dân số là 1.058 người, mật độ dân số đạt 20 người/km².

## Văn hóa
Trung Thành có ngày Hội Lồng Tồng 10 tháng giêng hàng năm. Ngày chợ phiên 5 ngày một lần (tức ngày 4, 9, 14, 19, 24, 29, nếu tháng thiếu là ngày 28),...
Đặc sản: Mật ong rừng, măng mai, măng giang,...